# Cosmorhoe chalybearia
Cosmorhoe chalybearia är en fjärilsart som beskrevs av Moore 1867. Cosmorhoe chalybearia ingår i släktet Cosmorhoe och familjen mätare. Inga underarter finns listade i Catalogue of Life.